# Pourrières
Pourrières est une commune française située dans le département du Var en région Provence-Alpes-Côte d'Azur.
Ses habitants sont appelés les Pourriérois.

## Géographie
La commune de Pourrières est située à l'ouest du département du Var, à sa limite avec les Bouches-du-Rhône. À l'est de la montagne Sainte-Victoire, le village occupe un coteau dominant la plaine viticole arrosée par l'Arc.
Le point culminant (872 m) se trouve au sud de la commune, dans le massif du mont Aurélien.

### Géologie et relief, patrimoine naturel et protection
Le sud de la commune, occupé par le massif du mont Aurélien fait partie du périmètre du parc naturel régional de la Sainte-Baume.
La commune est également couverte par trois ZNIEFF, deux au sud qui concerne le mont Aurélien, dont une ZNIEFF de type 1 sur les crêtes, et « Le massif de la Gardiol » dans les collines du nord-ouest de la commune. Le site classé « massif du Concors » couvre les collines du nord de la commune dans leur intégralité.

### Climat
Pour des articles plus généraux, voir Climat de Provence-Alpes-Côte d'Azur et Climat du Var.
En 2010, le climat de la commune est de type climat méditerranéen franc, selon une étude du Centre national de la recherche scientifique s'appuyant sur une série de données couvrant la période 1971-2000. En 2020, Météo-France publie une typologie des climats de la France métropolitaine dans laquelle la commune est exposée à un climat méditerranéen et est dans la région climatique  Provence, Languedoc-Roussillon, caractérisée par une pluviométrie faible en été, un très bon ensoleillement (2 600 h/an), un été chaud (21,5 °C), un air très sec en été, sec en toutes saisons, des vents forts (fréquence de 40 à 50 % de vents > 5 m/s) et peu de brouillards. 
Pour la période 1971-2000, la température annuelle moyenne est de 13,5 °C, avec une amplitude thermique annuelle de 16,3 °C. Le cumul annuel moyen de précipitations est de 708 mm, avec 5,5 jours de précipitations en janvier et 2,2 jours en juillet. Pour la période 1991-2020, la température moyenne annuelle observée sur la station météorologique de Météo-France la plus proche, « Trets », sur la commune de Trets à 7 km à vol d'oiseau, est de 14,1 °C et le cumul annuel moyen de précipitations est de 667,7 mm. 
La température maximale relevée sur cette station est de 44 °C, atteinte le 28 juin 2019 ; la température minimale est de −13 °C, atteinte le 11 février 2012,,. 
| Mois                                  | jan.          | fév.          | mars          | avril           | mai             | juin         | jui.           | août           | sep.           | oct.            | nov.            | déc.          | année    |
| ------------------------------------- | ------------- | ------------- | ------------- | --------------- | --------------- | ------------ | -------------- | -------------- | -------------- | --------------- | --------------- | ------------- | -------- |
| Température minimale moyenne (°C)     | 0,9           | 0,7           | 3,2           | 5,8             | 9,4             | 12,8         | 14,9           | 15             | 12             | 9,2             | 4,8             | 1,7           | 7,5      |
| Température moyenne (°C)              | 6,1           | 6,6           | 9,7           | 12,3            | 16,4            | 20,5         | 23,2           | 23,2           | 19,1           | 15              | 9,9             | 6,7           | 14,1     |
| Température maximale moyenne (°C)     | 11,4          | 12,5          | 16,1          | 18,9            | 23,4            | 28,1         | 31,4           | 31,4           | 26,1           | 20,8            | 15,1            | 11,8          | 20,6     |
| Record de froid (°C) date du record   | −9,7 29.01.05 | −13 11.02.12  | −9,4 02.03.05 | −3,9 22.04.1991 | −0,7 18.05.1991 | 2,7 01.06.06 | 5,7 02.07.1991 | 5,8 30.08.1989 | 1,5 29.09.1993 | −6,2 30.10.1997 | −9 23.11.1998   | −10 30.12.05  | −13 2012 |
| Record de chaleur (°C) date du record | 21 28.01.08   | 23,7 27.02.19 | 25,4 30.03.12 | 28,5 29.04.05   | 34,2 22.05.22   | 44 28.06.19  | 39,7 21.07.22  | 41,4 23.08.23  | 35,2 03.09.16  | 33,1 08.10.23   | 23,8 06.11.1992 | 22,6 30.12.21 | 44 2019  |
| Précipitations (mm)                   | 67            | 42,8          | 44,3          | 67,5            | 50,7            | 38,6         | 19,7           | 30,2           | 75,9           | 79,9            | 91,7            | 59,4          | 667,7    |

| Diagramme climatique                                  |             |             |             |             |              |              |            |            |             |             |             |
| J                                                     | F           | M           | A           | M           | J            | J            | A          | S          | O           | N           | D           |
| 11,40,967                                             | 12,50,742,8 | 16,13,244,3 | 18,95,867,5 | 23,49,450,7 | 28,112,838,6 | 31,414,919,7 | 31,41530,2 | 26,11275,9 | 20,89,279,9 | 15,14,891,7 | 11,81,759,4 |
| Moyennes : • Temp. maxi et mini °C • Précipitation mm |             |             |             |             |              |              |            |            |             |             |             |

Les paramètres climatiques de la commune ont été estimés pour le milieu du siècle (2041-2070) selon différents scénarios d'émission de gaz à effet de serre à partir des nouvelles projections climatiques de référence DRIAS-2020. Ils sont consultables sur un site dédié publié par Météo-France en novembre 2022.

### Voies de communications et transports

#### Voies routières
Le centre est à 3 km au nord de la N 7, à 27 km d'Aix-en-Provence et 16 km de Saint-Maximin-la-Sainte-Baume. L'autoroute A8 traverse la commune, selon une orientation est—ouest.

#### Transports en commun
- Transport en Provence-Alpes-Côte d'Azur

Outre les transports scolaires existants, la commune est desservie par le réseau régional de transports en commun Zou !.
La gare SNCF la plus proche est la gare de Gardanne.

## Environnement et risques naturels

### Risque sismique et retrait-gonflement des argiles
La commune de Pourrières est en zone sismique de très faible risque.
La commune a fait l’objet de trois arrêtés de reconnaissance de l’état de catastrophe naturelle relatifs aux retrait-gonflement des argiles.

### Hydrographie et eaux souterraines
Cours d'eau sur la commune ou à son aval :
- rivière l'Arc ;
- ruisseaux de Rocle, le Magnier, la Tune, de Saint-Pancrace, de Montvallon, de Sainte-Catherine, des Avalanches, du Chapelet, de la Gardi, de la Partie, de Saint Ser, de Beauvoisin, de la Baume, de Saint-Pons ;
- le canal de Provence traverse la commune du nord au sud.

## Toponymie
Pourrières s'écrit en provençal Pourriero selon la norme mistralienne et Porriera selon la norme classique[réf. nécessaire].

## Histoire
La localité est citée en 1145 comme De Poreriis ; la tradition donne comme étymologie probable soit le vocable latin Campi Putridi, en raison du charnier laissé par Marius après la bataille d'Aix, où il écrasa les Cimbres et les Teutons en 102 av. J.-C., soit du provençal pòrri (les poireaux, abondants à Pourrières). Il est plus probable que le nom provienne du caractère perché du village (podium reriis), la plupart des villages voisins de la haute vallée de l'Arc ayant cette désignation : Peynier : podium nigra, le puy noir ; Puyloubier ; Pourcieux ou encore le Pain de munition : podium munita, le pic fortifié, triple enceinte de pierre de l'âge du fer sur Pourrières au nord de la commune.

### Le Moyen Âge
Isnard de Glandèves (1340-1409), viguier de Marseille (1380), lieutenant du sénéchal (1405), fut seigneur de Cuers, de Pourrières et de Glandèves. Il fut le premier enfant de Guillaume Féraud de Glandèves, seigneur de Cuers et de Thorame et de Louise de Villeneuve. Il fut selon le baron du Roure "un des seigneurs les plus puissants et les plus considérés de Provence". Il fut l'objet de la reine Marie de Blois qui le couvrit de dons.
Jean de Sabran (?-av.1384), capitaine d'Aix (1367), châtelain d'Aix (1370), viguier de Marseille (1381), fut seigneur d'Ansouis et grand chambellan de la reine Jeanne. Il était le troisième fils de Guillaume de Sabran, baron d'Ansouis et comte d'Ariano. Jean épousa avant 1351, Isoarde de Roquefeuil, dame de Puyloubier, de Belcodène et de Mimet, fille d'Isnard de Puyloubier, seigneur de Puyloubier et de Roquefeuil. Il eut de longs problèmes avec son frère Guillaume au sujet de l'héritage paternel, si bien que la reine Jeanne dut intervenir. Le 9 mars 1351, il prêta hommage pour Puyloubier à la reine Jeanne.
La mort de la reine Jeanne Ire ouvre une crise de succession à la tête du comté de Provence, les villes de l’Union d'Aix (1382-1387) soutenant Charles de Duras contre Louis Ier d'Anjou. Le roi de France, Charles VI, intervient et envoie le sénéchal de Beaucaire, Enguerrand d'Eudin, qui fait la conquête du château de Pourrières à l’été 1383. Lorsque Louis Ier meurt et que sa veuve, Marie de Blois, arrive en Provence pour défendre les droits de son fils Louis II, elle réclame que le sénéchal lui cède la ville, ce qu’il refuse par instruction du roi de France.

## Héraldique
| Blason | Blasonnement : D'azur à la pyramide d'argent, maçonnée de sable, sur un piédestal aussi d'argent sur lequel sont gravés ces deux mots CAIVS, MARIVS, l'un sur l'autre, en lettres capitales aussi de sable, le tout accosté en chef des lettres P et S capitales d'or. Commentaires : Dans la version moderne du blason (non représentée), le nom de Pourrières est écrit sur le monument et ce sont les initiales de Caius Marius qui apparaissent en chef. |

## Économie

### Entreprises et commerces

#### Agriculture
- Vigne, céréales, melons.
- Coopérative vinicole[21].
- 7 Domaines vinicoles[22]. La commune fait partie de la zone d'appellation Côtes-de-provence Sainte-Victoire.

#### Tourisme
Pourrières fait partie des 37 communes du pays de la Provence Verte labellisé Pays d’art et d’histoire et de la communauté d'agglomération de la Provence Verte qui compte 28 communes membres.
- Restaurants et hébergements[23] :
  - Gîtes ruraux.
  - Chambres d'hôtes.
  - Domaine du planet[24].
  - Le château de Roquefeuille[25].
  - Restaurants.

#### Commerces
- Commerces et services de proximité.
- Autres commerces à Trets, Saint-Maximin-la-Sainte-Baume.

## Politique et administration

### Budget et fiscalité 2019
En 2019, le budget de la commune était constitué ainsi :
- total des produits de fonctionnement : 5 195 000 €, soit 997 € par habitant ;
- total des charges de fonctionnement : 5 159 000 €, soit 990 € par habitant ;
- total des ressources d’investissement : 2 059 000 €, soit 395 € par habitant ;
- total des emplois d’investissement : 2 300 000 €, soit 441 € par habitant.
- endettement : 3 495 000 €, soit 671 € par habitant.

Avec les taux de fiscalité suivants :
- taxe d’habitation : 15,68 % ;
- taxe foncière sur les propriétés bâties : 28,97 % ;
- taxe foncière sur les propriétés non bâties : 102,07 % ;
- taxe additionnelle à la taxe foncière sur les propriétés non bâties : 0,00 % ;
- cotisation foncière des entreprises : 0,00 %.

Chiffres clés Revenus et pauvreté des ménages en 2018 : médiane en 2018 du revenu disponible, par unité de consommation : 25 570 €.

### Politique environnementale
La commune fait partiellement partie du parc naturel régional de la Sainte-Baume, créé par décret du 20 décembre 2017.

### Intercommunalité
Commune membre de la Communauté d'agglomération de la Provence Verte.

## Urbanisme

### Typologie
Au 1er janvier 2024, Pourrières est catégorisée bourg rural, selon la nouvelle grille communale de densité à sept niveaux définie par l'Insee en 2022.
Elle appartient à l'unité urbaine de Pourrières, une unité urbaine monocommunale constituant une ville isolée,. Par ailleurs la commune fait partie de l'aire d'attraction de Marseille - Aix-en-Provence, dont elle est une commune de la couronne,. Cette aire, qui regroupe 115 communes, est catégorisée dans les aires de 700 000 habitants ou plus (hors Paris),.

### Occupation des sols
L'occupation des sols de la commune, telle qu'elle ressort de la base de données européenne d’occupation biophysique des sols Corine Land Cover (CLC), est marquée par l'importance des forêts et milieux semi-naturels (57,6 % en 2018), en diminution par rapport à 1990 (59,3 %). La répartition détaillée en 2018 est la suivante : 
forêts (38,5 %), cultures permanentes (25,6 %), milieux à végétation arbustive et/ou herbacée (19,1 %), terres arables (6,7 %), zones urbanisées (5,7 %), zones agricoles hétérogènes (3,1 %), prairies (1,4 %). L'évolution de l’occupation des sols de la commune et de ses infrastructures peut être observée sur les différentes représentations cartographiques du territoire : la carte de Cassini (XVIIIe siècle), la carte d'état-major (1820-1866) et les cartes ou photos aériennes de l'IGN pour la période actuelle (1950 à aujourd'hui).

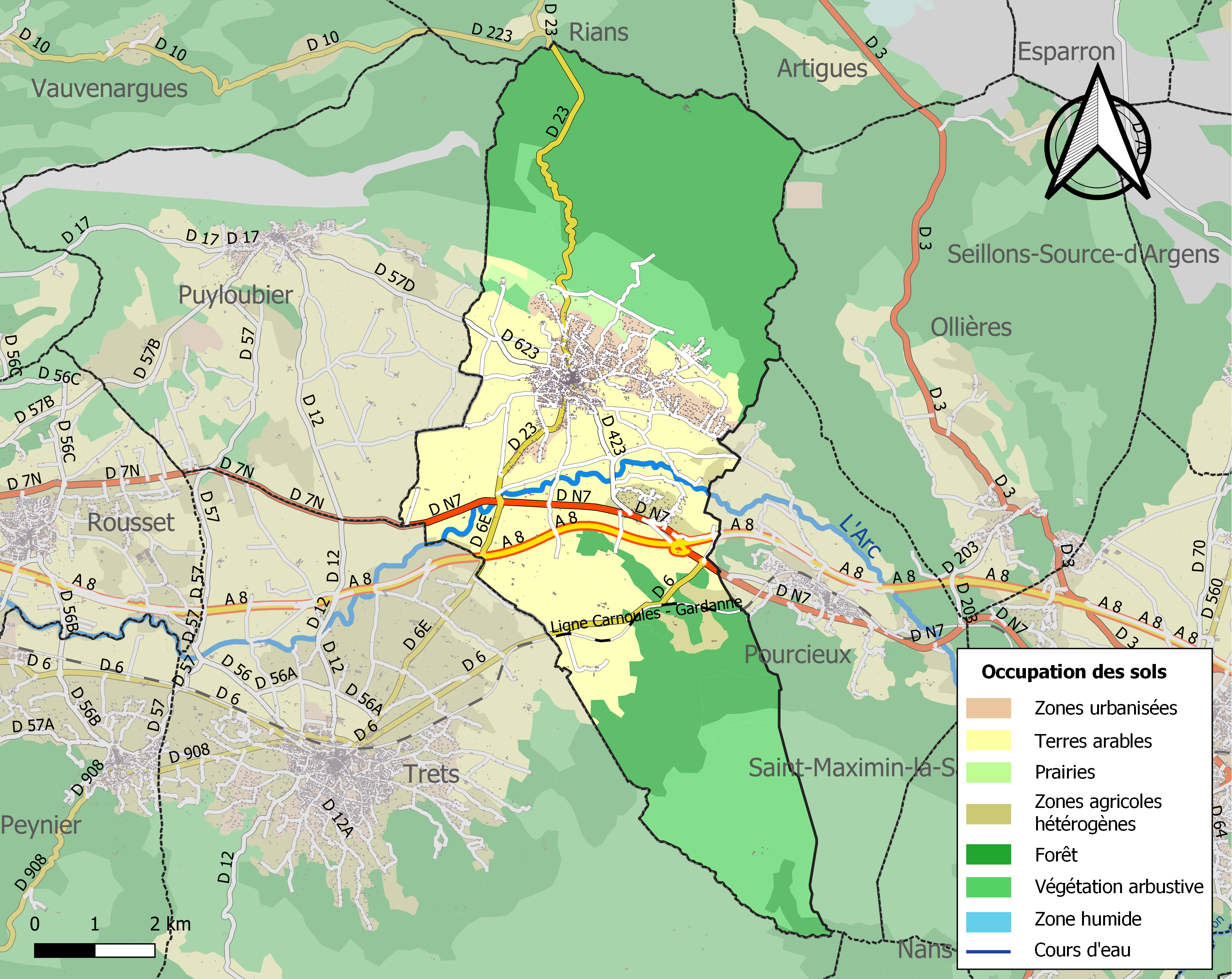
Carte des infrastructures et de l'occupation des sols de la commune en 2018 (CLC).

## Population et société

### Démographie

#### Pyramide des âges
L'évolution du nombre d'habitants est connue à travers les recensements de la population effectués dans la commune depuis 1793. Pour les communes de moins de 10 000 habitants, une enquête de recensement portant sur toute la population est réalisée tous les cinq ans, les populations de référence des années intermédiaires étant quant à elles estimées par interpolation ou extrapolation. Pour la commune, le premier recensement exhaustif entrant dans le cadre du nouveau dispositif a été réalisé en 2006.

En 2022, la commune comptait 5 620 habitants, en évolution de +9,7 % par rapport à 2016 (Var : +4,98 %, France hors Mayotte : +2,11 %).
| 1793  | 1800  | 1806  | 1821  | 1831  | 1836  | 1841  | 1846  | 1851  |
| ----- | ----- | ----- | ----- | ----- | ----- | ----- | ----- | ----- |
| 1 750 | 1 700 | 1 773 | 1 853 | 1 893 | 1 818 | 1 766 | 1 726 | 1 716 |

| 1856  | 1861  | 1866  | 1872  | 1876  | 1881  | 1886  | 1891  | 1896  |
| ----- | ----- | ----- | ----- | ----- | ----- | ----- | ----- | ----- |
| 1 719 | 1 780 | 1 720 | 1 664 | 1 549 | 1 380 | 1 295 | 1 171 | 1 181 |

| 1901  | 1906  | 1911  | 1921 | 1926 | 1931  | 1936 | 1946 | 1954 |
| ----- | ----- | ----- | ---- | ---- | ----- | ---- | ---- | ---- |
| 1 165 | 1 174 | 1 152 | 949  | 971  | 1 008 | 930  | 866  | 897  |

| 1962 | 1968 | 1975  | 1982  | 1990  | 1999  | 2006  | 2011  | 2016  |
| ---- | ---- | ----- | ----- | ----- | ----- | ----- | ----- | ----- |
| 905  | 980  | 1 270 | 1 718 | 2 631 | 3 985 | 4 389 | 4 493 | 5 123 |

| 2021  | 2022  | - | - | - | - | - | - | - |
| ----- | ----- | - | - | - | - | - | - | - |
| 5 474 | 5 620 | - | - | - | - | - | - | - |

### Enseignement
Établissements d'enseignements :
- groupe scolaire[42] ;
- la commune dispose de deux écoles maternelles et d'une école élémentaire[43] ;
- les collèges se trouvent à Trets, Rousset, Peynier, Saint-Maximin-la-Sainte-Baume et les lycées à Fuveau, Peynier, Saint-Maximin-la-Sainte-Baume[44].

### Santé
Professionnels et établissements de santé :
- Médecins à Pourrières, Puyloubier, Trets,
- Pharmacies à Pourrières, Trets, Peynier, Saint-Maximin-la-Sainte-Baume,
- Les établissements hospitaliers les plus proches sont à Ollioules, Toulon, La Garde, Brignoles, Gassin, La Seyne-sur-Mer, Draguignan, Aix-en-Provence[46].

### Cultes
- Culte catholique[47], chapelle Notre-Dame-du-Bois, de l'ancien couvent des Minimes (les Hermentaires) : diocèse de Fréjus-Toulon[48].

## Personnalités liées à la commune
- Louis-Chrysostome Michel (1797-1853), dit Michel de Bourges, avocat et homme politique, né dans la commune.
- Émile Rigaud (Pourrières, 1814 – Aix-en-Provence, 1890), maire d'Aix-en-Provence de 1849 à 1863.
- Germain Nouveau (1851-1920), poète, ami de Verlaine et de Rimbaud, né et mort à Pourrières.
- La pianiste Jacqueline Eymar (1922-2008), Grand Prix du Disque pour Le Zodiaque de Georges Migot, qui a consacré sa carrière à la musique de chambre avec le Trio Kehr (Allemagne), a vécu de 1984 jusqu'à sa mort aux Hermentaires, commune de Pourrières.

## Lieux et monuments

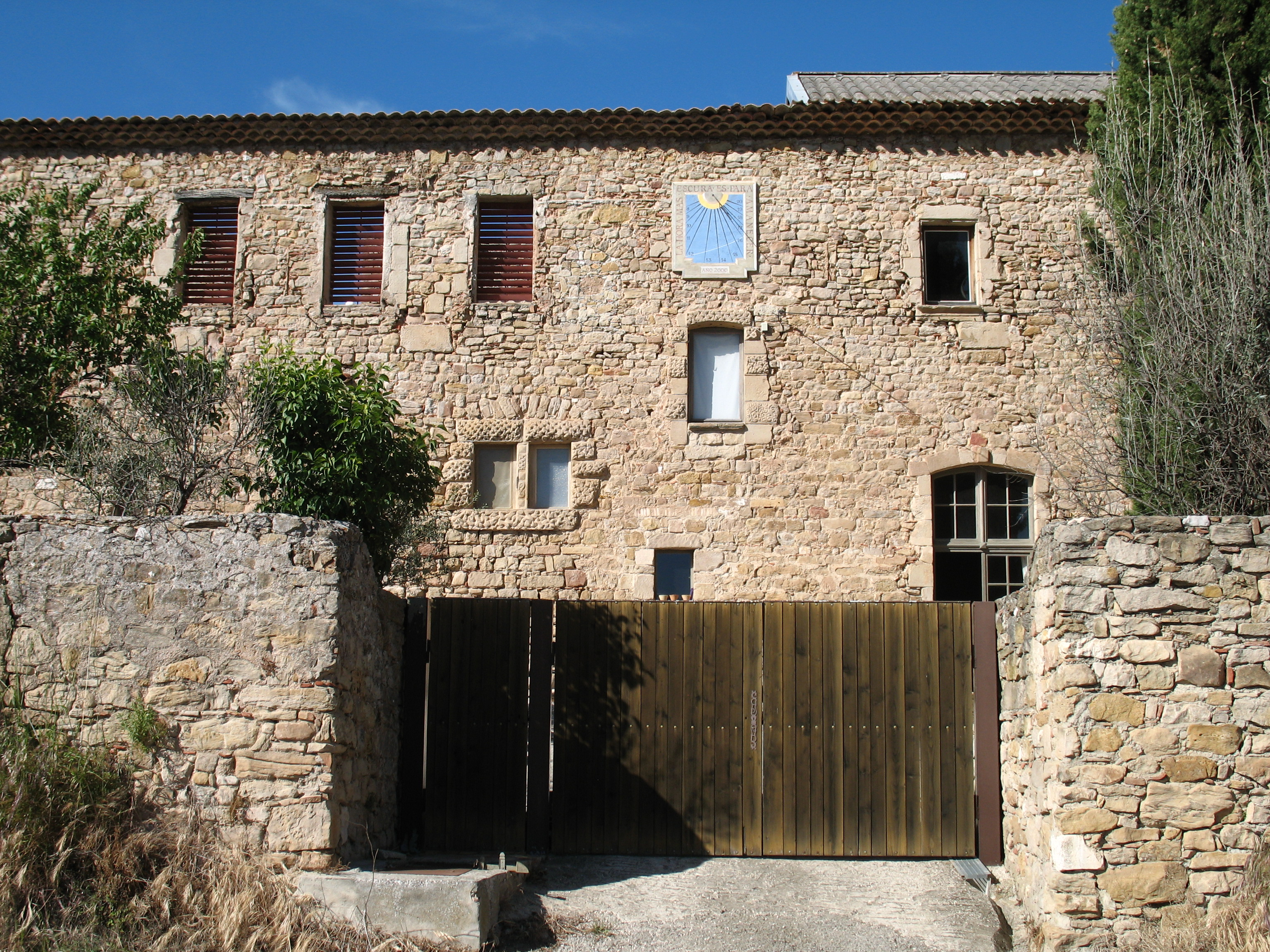
Le couvent des Minimes.

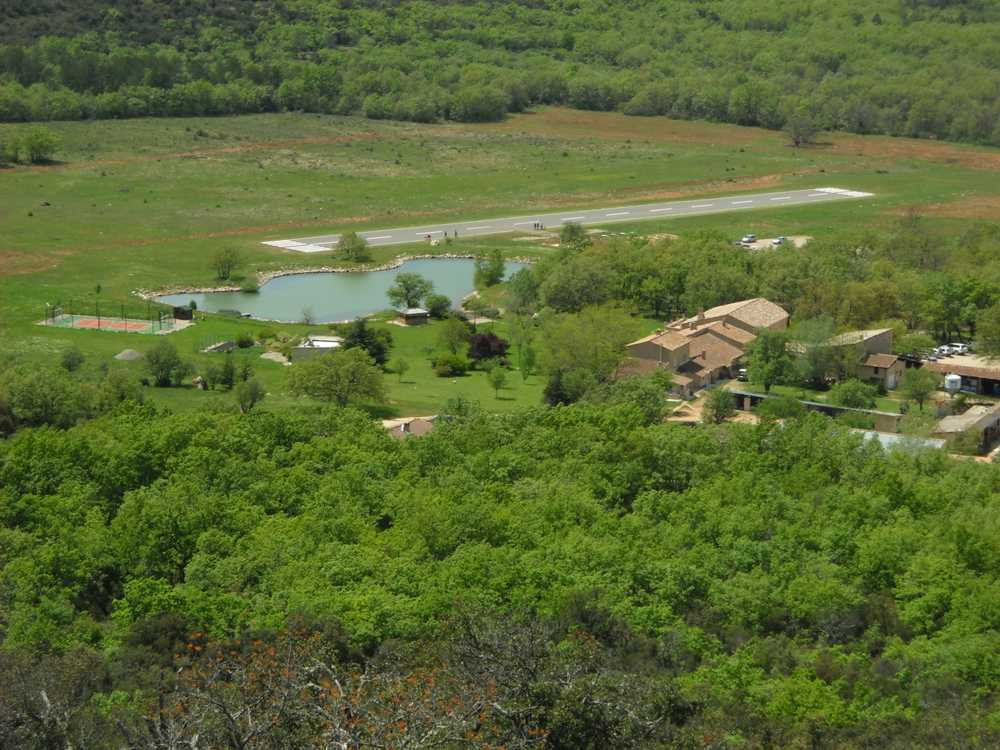
Domaine du Planet vu du ciel.

- Hôtel de ville[49],[50].
- L'église Saint-Trophime[51], et ses deux cloches du XVIIIe siècle[52],[53].
- Ancien couvent des Minimes[54], fondé en 1568 et qui cessa toute activité en 1770.
- Le Mémorial de Caius Marius[55],[56].
- La place du Château, belvédère.
- Ruines du château de Roquefeuil, berceau d'une Famille de Roquefeuil. La famille de Roquefeuil[57], en Provence, est issue des vicomtes de Marseille, et s'est éteinte au XVIIIe siècle. Elle tient son nom d'un fief de Roquefeuil (1340), situé sur la commune. Elle commença avec Raymond de Roquefeuil (1293), cinquième fils de Burgondion (+1246), vicomte de Marseille, seigneur de Trets et d'Ollières, et de Mabille d'Agoult, et prit fin avec Gabrielle d'Agoult d'Ollières, dame de Roquefeuil, héritière de cette branche cadette de la famille d'Agoult d'Olières, mariée le 10 août 1723 au château de Roquefeuil à Pourrières avec Pierre Isoard de Chénérilles.
- La fontaine du XVIe siècle[58],[59].
- Monument aux morts[60],[61],[62].
- Centre européen de modélisme aérien (CEMA) au domaine du Planet[63],[64].

## Jumelages
- District de Moyle (Royaume-Uni).